# Bleach (sezonul 7)
Bleach Sezonul 7 – Arrancar: Intrarea în Hueco Mundo (2007)
Episoadele din sezonul șapte al seriei anime Bleach se bazează pe seria manga Bleach de Tite Kubo. Sezonul șapte din Bleach, serie de anime, este regizat de Noriyuki Abe și produs de Studioul Pierrot și TV Tokyo și a început să fie difuzat pe data de 4 iulie 2007 la TV Tokyo și s-a încheiat la data de 5 decembrie 2007.
Episoadele din sezonul șapte al seriei anime Bleach fac referire la Ichigo Kurosaki care intră în Hueco Mundo pentru a o salva pe Orihime Inoue, care a fost răpită de arrancarii sub comanda fostului căpitan shinigami Sosuke Aizen.

## Lista episoadelor
| Nr. Ep. Original | Nr. Ep. Serie | Nr. Ep. Sezon | Titlu                                                       | Apariție           |
| ---------------- | ------------- | ------------- | ----------------------------------------------------------- | ------------------ |
| 132              | 132           | 1             | Hitsugaya, Karin, și mingea de fotbal                       | 4 iulie 2007       |
| 133              | 133           | 2             | Ikkaku: Povestea clubului de kendo                          | 11 iulie 2007      |
| 134              | 134           | 3             | Patiserul frumos, Yumichika!                                | 18 iulie 2007      |
| 135              | 135           | 4             | Kon e înșelat! Rangiku în căutare...                        | 25 iulie 2007      |
| 136              | 136           | 5             | Război civil în Hueco Mundo! Moartea lui Ulquiorra          | 8 august 2007      |
| 137              | 137           | 6             | Umbrele din spatele luptei, capcana lui Aizen               | 15 august 2007     |
| 138              | 138           | 7             | Hueco Mundo se pune în mișcare din nou! Hitsugaya vs. Yammy | 29 august 2007     |
| 139              | 139           | 8             | Ichigo vs. Grimmjow, lupta de 11 secunde!                   | 5 septembrie 2007  |
| 140              | 140           | 9             | Planul lui Ulquiorra, momentul în care soarele apune!       | 12 septembrie 2007 |
| 141              | 141           | 10            | La revedere..., Kurosaki!                                   | 19 septembrie 2007 |
| 142              | 142           | 11            | Ordin strict! Interzicerea salvării lui Orihime Inoue       | 26 septembrie 2007 |
| 143              | 143           | 12            | Grimmjow reînviat                                           | 3 octombrie 2007   |
| 144              | 144           | 13            | Ishida și Chad, arătarea unei noi puteri                    | 17 octombrie 2007  |
| 145              | 145           | 14            | Adunarea espada! Întrunirea roială a lui Aizen              | 24 octombrie 2007  |
| 146              | 146           | 15            | Numele e Nel! Apariția unui arrancar ciudat                 | 31 octombrie 2007  |
| 147              | 147           | 16            | Pădurea Menos! În căutarea lui Rukia                        | 7 noiembrie 2007   |
| 148              | 148           | 17            | Ashido, un shinigami venit din trecut                       | 14 noiembrie 2007  |
| 149              | 149           | 18            | Prin pădurea ce se prăbușește, un milion de menos           | 21 noiembrie 2007  |
| 150              | 150           | 19            | Jurământ! Din nou aici în viață                             | 28 noiembrie 2007  |
| 151              | 151           | 20            | Furtună! Întâlnirea cu arrancarul dansator                  | 5 decembrie 2007   |